# 好青年荼毒室（哲學部）
好青年荼毒室（哲學部）（英語：Corrupt the Youth），香港哲學普及團體及YouTube頻道。以「嚴打學棍，杜絕文青」為口號，把循規蹈矩的好青年帶進哲學的世界。文章有深有淺，古今中外，無所不談。
好青年荼毒室不定期在Facebook、Instagram及YouTube發佈推廣哲學概念的內容，在YouTube直播，以悠閒、風趣幽默的形式與好青年荼毒室的支持者（「室友」）互動。於2020年6月，好青年荼毒室更設立會員制的Patreon平台，發佈會員專屬的文章，並於Discord頻道加深與會員的交流。

## 簡介
好青年荼毒室（哲學部）成立於2016年11月14日，由13位香港中文大學哲學系學生組成。其名字靈感取自古希臘哲學家蘇格拉底。蘇格拉底時常在大街上向民眾發問哲學問題，其後被雅典法庭以「荼毒青年」的罪名處死。好青年荼毒室希望秉承蘇格拉底的精神，引導年青人反省自身，並對身邊事物多發問，追問生命、世界、語言、科學、倫理、知識、政治等每事每物的本質。
好青年荼毒室的緣起與《香港01》在2016年推出的哲學平台「01哲學」有極大關係。事源各成員閱讀「01哲學」刊登的內容後，發現不少錯漏，而且認為其文章只是堆砌高深術語，並不真正了解哲學，令人對哲學產生錯誤的「離地」印象。有一晚，中文大學哲學系的一眾朋友相約聚會，期間有人提議由他們自己創立一個哲學平台。後來，他們開始組織班底，最後找來十三個具一定哲學水平的中大哲學系學生，共同組成好青年荼毒室（哲學部）。十三名始創成員又名「荼毒室十三太保」。
好青年荼毒室除了定期發表哲學文章，亦有定期在YouTube直播， 並主持香港電台節目《五夜講場：哲學有偈傾》，深入討論哲學問題。 2021年，好青年荼毒室推出網上教學平台「好青年精神時光屋」，由荼毒室十三太保及一眾客席名師任教，教授各式各樣的哲學或人文學科課程。
2023年3月6日，好青年荼毒室其中三位成員鄺雋文、楊俊賢及關灝泉與香港著名女歌手鄭秀文合作推出《愛是... 2.0》，為鄭秀文在2000年推出的《愛是...》灌錄全新版本。有別於2000年的版本，好青年荼毒室為《愛是... 2.0》Rap的部分帶來大量關於愛情哲學的反思，同時襯托出鄭秀文在23年內對其愛情經歷的反省。

## 成員
| 姓名     | 筆名    | 暱稱 | 教育程度                       | 出生日期           |
| -------- | ------- | --- | ------------------------------ | ------------------ |
| 鄺雋文   | 豬文    | 豬文、文仔、豬首領、聖職DoRemI、豬子、Kevin                                                               | 牛津大學亞洲與中東研究哲學博士 | 1989年9月19日      |
| 李康廷   | 李四    | 四哥、康廷、李博、四喵、E、理性、騙子終結者、小魔四、李十一、光輝仔、香港拜登、屯門 jason kiddult、INTP-T | 香港中文大學哲學系博士         | 光緒十一年,雙子座  |
| 關灝泉   | 白水    | 白水、牙泉、T、皓泉、活凶器、terryon99                                                                    | 香港中文大學哲學系博士         | 1992年7月26日      |
| 江萬琪   | MK Kong | 老師、老巾                                                                                                | 美國哥倫比亞大學碩士           | 1992年1月1日       |
| 劉灝軒   | L       | 車干、牙軒、軒少、A                                                                                       | 香港中文大學哲學系碩士         | 10月30日           |
| 歐陽廸生 | 廸廸仔  | 廸廸仔、Dickson                                                                                           | 香港中文大學哲學系碩士         | 雙子座             |
| 甘朗賢   | 甘仔    | 甘仔 | 香港中文大學哲學系碩士         | 1990年（34—35歲）  |
| 黃頌傑   | 古道風  | 頌頌 | 香港中文大學哲學系博士生       | 1992年10月（32歲） |
| 袁子翹   | 西瓜冰  | Tommy | 香港中文大學哲學系學士         | 1990年（34—35歲）  |
| 許家裕   | Yu Hui  | Yu Hui、阿裕                                                                                              | 波士頓學院哲學系博士生         | 1991年（33—34歲）  |
| 洪恩     | 李吝嘉  | 洪恩、運費英雄                                                                                            | 香港中文大學哲學系碩士         | 1月水瓶座          |
| 黎家樂   | 黎樂    | Alex、屯門刺客                                                                                            | 香港中文大學哲學系碩士         | 1989年2月3日       |

### 前成員
| 姓名   | 筆名   | 暱稱                                            | 教育程度                         | 出生日期     | 備註                                              |
| ------ | ------ | ----------------------------------------------- | -------------------------------- | ------------ | ------------------------------------------------- |
| 楊俊賢 | 嚴振邦 | 鹽叔、牙鹽、楊賢、Seryimyim、Ser鹽鹽、樹鹽鹽、M | 柏林洪堡大學／倫敦國王學院博士生 | 1984年1月8日 | 荼毒室於2023年3月31日在社交平台上宣佈楊俊賢退出。 |

## 出版書籍
| 書目                 | 出版日期       | 出版社                 | 國際書號 (ISBN)   |
| -------------------- | -------------- | ---------------------- | ----------------- |
| 《好青年哲學讀本》   | 2017年7月初版  | 天窗出版社有限公司     | 978-988-8395-56-9 |
| 《小日常的哲學》     | 2018年7月初版  | 天窗出版社有限公司     | 978-988-8395-87-3 |
| 《大時代的哲學》     | 2020年7月初版  | 天窗出版社有限公司     | 978-988-8599-47-9 |
| 《帶本哲學書上街去》 | 2020年11月初版 | 好青年荼毒室（哲學部） | 978-986-9926-28-7 |
| 《人生種種》         | 2021年6月初版  | 天窗出版社有限公司     | 978-988-8599-66-0 |
| 《哲學未來書》       | 2024年7月初版  | 好青年荼毒室（哲學部） | 123-000-8128-27-0 |

### 書目簡介

#### 《好青年哲學讀本》（好青年哲學讀本－系列之一）[22]
二千多年前，哲學家蘇格拉底因為荼毒青年而被判死，卻慷慨就義，把毒藥一飲而盡；今天，一群中毒已深的青年建立荼毒室，仍景仰哲人，盼哲學延續不息。
追問生命、世界、語言、科學、倫理、知識、政治等種種世間事物之本質；誓以閱讀、寫作、思考、討論、分析、反省、交流來荼毒循規蹈矩的青年。
十三個中毒青年，十三個哲學課題；
事無大小，有深有淺，古今中外，無所不談。

#### 《小日常的哲學》（好青年哲學讀本－系列之二）[23]
我們都是獨特的，但也是平凡的。
人生匆匆數十載，說到底，不過是重重複複的小日常。
穿衣上班去旅行。所謂生活，大抵如此。
哲學探問最終極的大問題，亦反省最平凡的小日常。這本書或許能讓你對自己的生活，有不一樣的思考。

#### 《大時代的哲學》（好青年哲學讀本－系列之三）[24]
「這是最好的時代，這是最壞的時代。」──狄更斯如是說。
如果歲月靜好，我們不問今日何日，上班下班，吃飯睡覺，然後老去死亡。但假如時代動蕩，即使我們不質疑時代，時代也會向我們發問。種族、民主、環境、科技、愛情，無一不成問題。大時代的哲學，時代問，我們亦問。

#### 《帶本哲學書上街去》[25]
這一年烙印在我們的生命裏。 我們總會想到他，但一想到他，我們便失語。
面對無以名狀的傷痛，讀哲學的我們還能說些甚麼呢？
這一年我們都充滿疑惑，如同大家一樣，彷徨恍惚。究竟我們還能夠做些甚麼去拯救這座城市呢？
蘇格拉底為自己荼毒青年的罪名自辯時，曾自比雅典城邦的牛虻。他的哲學思辯就像牛虻一樣，不斷叮着雅典這隻牛，讓雅典保持清醒。最後，他無畏無悔地把毒酒一飲而盡。
讀哲學的我們還能說些甚麼呢？或許還是哲學。每人都有自己的崗位，哲學思辯便是我們崗位。一如蘇格拉底，這是哲學人介入社會的方式。
這本書便是我們想說的話。有沒有用不知道，至少在荼毒青年的罪名來臨之前，我們會繼續說下去。

#### 《人生種種》（好青年哲學讀本－系列之四）
人生在世，很多東西不到我們選擇。沒有人問過我意見，我們就已經出生。生、老、病、死我們固然沒有選擇，沒有人能逃得過，但就算是愛上一個人、與某人成了好友、執著於過去的種種、建立某個身分認同，又有幾多是我們有意識的選擇？
我們沒有選擇，但我們又不全然沒有選擇。透過反省，我們選擇以甚麼態度來面對人生之中一定發生的種種；慢慢思考，我們努力在人生種種事情上找尋一點自主空間，讓人生走上我們覺得應走的道路。
可能我沒有選擇，就已經愛上他，但我們可以思考應該怎樣愛。可能我沒有選擇就已經執着於某些舊事，但我們可以思考應怎樣面對自己的執着。可能我沒有選擇就已經有了某個身分認同，但我們可以思考這會不會帶來了甚麼壓迫，而又可以怎樣突破。
哲學，可以詰問世間種種事物。思考身外物，哲學能為我們帶來知識和理解；反思生命，哲學帶來的卻是「經過反省的人生」。我們糊里糊塗的來到這個世界，卻不一定要糊里糊塗的過自己的人生。種種哲學思考，思考人生種種。

## 相關事件

### 申請社團註冊 被警方要求改名
2017年，好青年荼毒室為成立社團戶口處理財政事項，曾向警方申請社團註冊。然而，警方要求組織更改名字，指「貴會宗旨為推廣哲學，但　貴會的社團名稱有可能令公眾誤會為荼毒青年」，各成員認為要求不合理。古道風回應表示「警察以為市民不能分辨什麼是開玩笑，沒有絲毫幽默感」，故去信警方交涉，要求保留原名。

### 著作疑被康文署下架
2021年11月27日，《明報》報導指接獲消息，好青年荼毒室所著《大時代的哲學》被康文署公共圖書館下架。該書為「好青年哲學讀本」系列第三部曲，探討種族、移民、民主等議題。同系列的《好青年哲學讀本》及《小日常的哲學》則仍可供借閱。康文署回覆查詢時僅重申若館藏內容涉嫌違反國安法或其他相關法律，署方會暫停館藏服務。都會大學人文社會科學院助理教授羅樂然批評局方不斷將其認為的敏感書下架，與政府推動廣泛閱讀背道而馳。

### 鹽叔楊俊賢被爆瞞婚出軌 宣布停止活動及退出荼毒室
2023年3月26日，《東方新地》报道好青年荼毒室（哲學部）成员鹽叔（楊俊賢）日前在粉絲通訊群的聲明中，承認自己一直隱瞞已婚，並同時與在荼毒室活動中認識的女室友有外遇關係，欺騙對方自己未婚，對其做成「好大嘅傷害」（「很大的傷害」）。在聲明中他承認「我自私，我軟弱，我利用咗佢對人嘅信任」（「我自私，我軟弱，我利用了她對人們的信任」）。鹽叔又表示不求大家原諒，由於自私和不顧後果，其家人亦被傷害，並表示決定即時停止自己於荼毒室的活動。 而好青年荼毒室亦在Facebook专页中表示已经得知相关事件，明白大家除了對事件感到失望，亦會連帶對荼毒室失去信心，故同意鹽叔宣布停止出席荼毒室活動的決定，亦表示荼毒室其他成員均無法接受鹽叔的行為。
2023年3月29日，相關事件的女室友再揭露更多有關鹽叔涉及婚外情的行為，有關內容於LIHKG討論區中廣泛流傳。該女室友不但直指鹽叔瞞婚出軌，更指自己曾懷有鹽叔的骨肉並曾墮胎。女室友亦指鹽叔乃將自己墮胎一事形容為「大病一場」，以圖隱瞞其他荼毒室成員。
2023年3月31日，好青年荼毒室（哲學部）透過社交平台宣布鹽叔已正式退出荼毒室。
2023年4月8日，鹽叔（楊俊賢）再爆一腳踏三船！瞞婚、趁妻子懷孕出軌、墮胎女粉絲是第四者。近日再被爆出楊俊賢疑似並非只是出軌一人，而是一腳踏三船，而第三者更是有情緒問題，亦被鹽叔以謊言欺騙，直至被爆出偷食事件後，該受害人才從朋友口中得知此事，在迫問下鹽叔才承認偷食一事，她又透露鹽叔當時「聲淚俱下不斷道歉」，但後來看到鹽叔出軌事件爆煲後，仍然否認有其他受害人存在，才決定道出真相。發文者自稱為爆出鹽叔出軌的女粉絲，她透露，與鹽叔拍拖前對方早已出軌，並轉述另一名受害人的說話。另一名受害人稱於2020年與鹽叔相戀，一年後感到被冷落，期間鹽叔曾提出要分手，但該受害人多番挽留下，最終沒有分手。此後見面時間愈來愈少，一個月只見一、兩次。有關內容於LIHKG討論區中廣泛流傳，部分網民認為鹽叔（楊俊賢）雖然其貌不揚，但仍能多次出軌偷食感到驚訝，而他的所作所為被部分網民認為是卑鄙無恥、甚至是衣冠禽獸。
2023年4月16日，好青年荼毒室（哲學部）拍片正式回應，亦承認鹽叔一腳踏三船，揭鹽叔大話連篇破壞友誼，交代去向支持者感心痛。兩名女受害人先後指證鹽叔出軌，其中一位更曾懷有其身孕並且墮胎，好青年荼毒室（哲學部）在醜聞爆出後，曾發聲明宣佈要時間消化和思考去路，並轉發鹽叔退出頻道的公告，影片初，好青年荼毒室（哲學部）的成員洪恩先講到兩位女室友本來不知道對方存在，坦言明白鹽叔的家人與兩位女士受到難以想像、無法彌補的傷害。然後其他好青年荼毒室（哲學部）的成員亦講述鹽叔大話連篇（大話冚大話），過程中發現對方很多隱瞞與謊言，很難再相信他，引起嚴重衝突，更破壞他們的友誼，很難再合作下去。

## 音樂作品
| 推出日期     | 曲目                             | 備註                                                                |
| ------------ | -------------------------------- | ------------------------------------------------------------------- |
| 2023年3月6日 | 愛是… 2.0 （页面存档备份，存于） | 出道作品 荼毒室成員鄺雋文、楊俊賢及關灝泉與香港著名女歌手鄭秀文合唱 |

## 其他跨平台演出
- 鹽叔、白水及豬文擔任2021年6月Serrini的演唱會嘉賓
- 試當真試玩毛EP05《墨魚遊戲》 （页面存档备份，存于）（豬文、鹽叔、白水及Alex)
- 試當真試映劇場《沒有秋天的童話》 （页面存档备份，存于）（豬文主演）
- 試當真試映劇場《一清二楚》 （页面存档备份，存于）（豬文出演）
- 毛記電視【PS特約】【深度休閒】《哲學無偈傾2022》：打機應否認真玩？ （页面存档备份，存于） （鹽叔出演）
- 非實力派〖 答 問 1 派 〗非實力派 VS 好青年荼毒室 （页面存档备份，存于）（鹽叔、豬文、白水及Alex出演）
- MM - Mill MILK 香港校服演變史 拆解最受歡迎旗袍、水手服起源 好青年荼毒室成員阿泉解構男人對學生妹有情意結原因 （页面存档备份，存于）（白水出演）
- MM - Mill MILK 好青年荼毒室哲學部「鹽叔」教職場加人工談判技巧！大爆前同事用肉體加人工 Sam：「加人工幅度＝露嘅幅度！」原來講呢啲？ （页面存档备份，存于）（鹽叔出演]）
- New Arts Power綠葉劇團討論莎士比亞 （页面存档备份，存于）（鹽叔出演）
- AuntieKat文創碎碎唸 好青年荼毒室-哲學部｜文創經營故事 （页面存档备份，存于）（豬文、鹽叔、白水及四哥)
- 漫遊百科2019 第二集 甚麼是自我?論儒道之辯 （页面存档备份，存于）（白水及豬文）
- ACOO Cloud、豬文、JonJon組隊港島挑戰跑8K 大嗌「Cls 公司！」神秘「教練」跑過北極、戈壁沙漠超級馬拉松　落場教路有冇用？ （页面存档备份，存于）（豬文）
- HK ON TV 搜查線：學棍橫行　好青年哲學打救文青 （页面存档备份，存于）（豬文及老師）
- ACOO 好青年荼毒室豬文異郷歷劫　北韓闖禁域被士兵生擒　憑《國產零零漆》橋段避過犬決？　堆砌「我們最幸福」假象　實地揭穿平壤全市靠演員粉飾太平？ （页面存档备份，存于）（豬文）
- 拾陸比玖16:9 《搗破法蘭克》FRANK: SHOWDOWN｜番外篇 Extra - 鹽叔@好青年荼毒室 - 哲學部 | 許賢@試當真Trial & Error | 雞翼@JFFT @JFFLive | 郭爾君 （页面存档备份，存于） (鹽叔)
- MING's RADIO 好青年荼毒室成員 鹽叔（楊俊賢）正在為你閱讀《等待果陀》及《雙城記》｜MONDAY IS NOT BLUE EP.19｜MING'S （页面存档备份，存于） (鹽叔)
- 樹洞香港 · 心理學知識TreeholeHK 思考的心理機制｜人的大腦思考分兩個系統？好青年荼毒室鹽叔教你點樣諗嘢 （页面存档备份，存于）(鹽叔)
- 樹洞香港 · 心理學知識TreeholeHK 人點解要諗嘢？學好青年荼毒室鹽叔話齋「人不思考枉為人」｜思考的心理學 （页面存档备份，存于） (鹽叔)
- 點Cook Guide 哲學有飯開系列 （页面存档备份，存于）

## 註腳
1. ↑  鄺雋文於牛津大學修讀的課程英文全稱為DPhil in Asian and Middle Eastern Studies。

## 外部連結
- 官方网站
- 好青年荼毒室（哲學部）的Facebook專頁
- 好青年荼毒室（哲學部）的Instagram帳戶
- YouTube上的好青年荼毒室（哲學部）頻道